# Tramvajová doprava v Miskolci

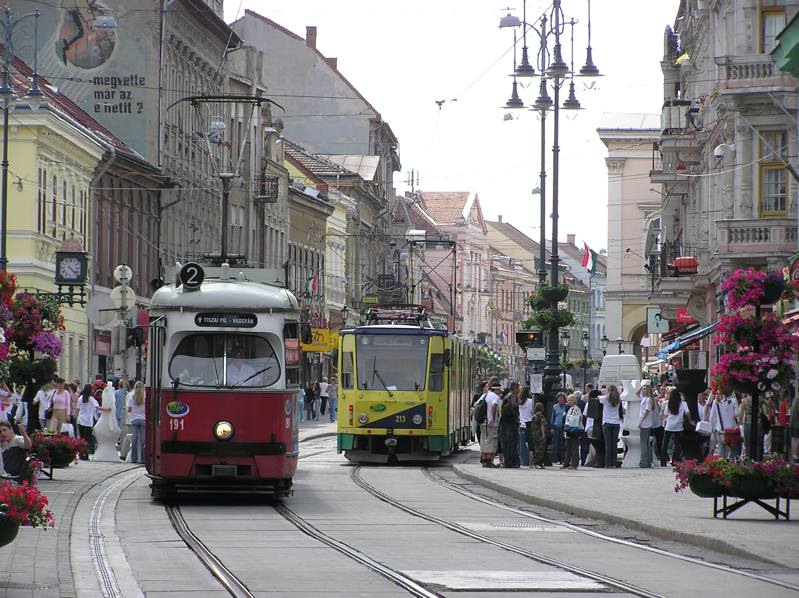
Tramvajová doprava v centru Miskolce

Tramvajová doprava tvoří v Miskolci významnou část zdejší městské hromadné dopravy. Jedná se však o síť relativně malou.

## Historie

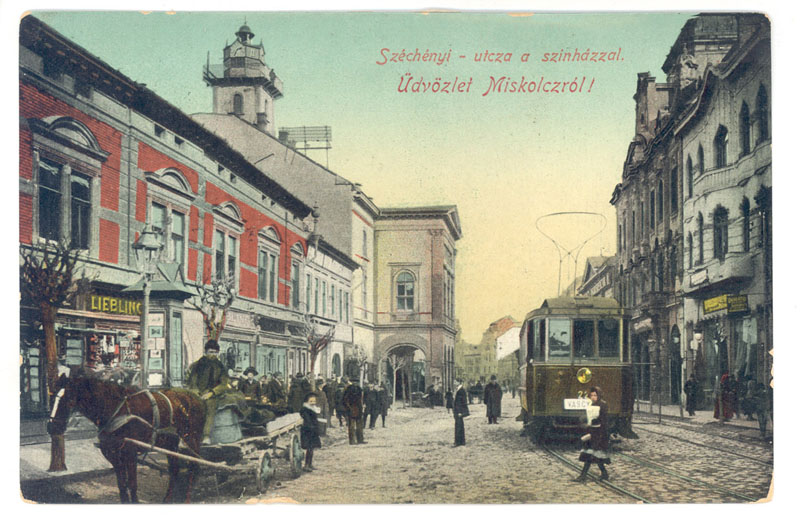
Tramvajová doprava ve městě na přelomu století

10. června 1897 vyjela v Miskolci první tramvaj. Bylo to na lince mezi Tiským nádražím a kostelem sv. Anny. Historicky to byla třetí tramvajová síť, zprovozněná na území tehdejšího Uherska (po Budapešti a Bratislavě). Jen první den se novým druhem dopravy svezlo více než sedm a půl tisíce cestujících (dnes je denní vytížení okolo 90 000). Dopravcem byla firma Miskolci Villamossági Rt. (Elektrické podniky Miskolce). 
První linka se ukázala jako úspěch, takže bylo krátce poté rozhodnuto o vystavění druhé. Tato vedla ve směru od náměstí Búza tér k parku Népkert (Lidovému parku). Nová trať však již tolik vytížena nebyla; pouhé čtyři měsíce po jejím otevření se radnice města ji rozhodla zrušit. K tomu však došlo až teprve v roce 1960. Roku 1910 přibyla i meziměstská trať do nedaleké Hejőcsaby. 
Až do roku 1947 zajišťoval tramvajový dopravce též i zásobování elektrickou energií pro Miskolc.
Po druhé světové válce byly hranice města posunuty dále od jeho středu; Miskolc se stal druhým největším městem MLR. Velký význam získaly závody těžkého průmyslu; budována byla panelová sídliště, přibývaly tudíž jak tramvajové, tak i autobusové linky; hlavním jejich úkolem bylo rozvážení dělníků do továren. Dopravcem se stala nově společnost Miskolci Közlekedési Vállalat, Miskolcská společnost pro hromadnou dopravu (od roku 1954). 
V roce 2006 bylo celkem možné do provozu nasadit až 46 tramvají, v provozu však byly pouze dvě linky.
V listopadu 2011 vyhrála plzeňská Škoda Transportation zakázku na dodávku 31 nových obousměrných nízkopodlažních tramvají, která v letech 2013–2014 dodala vozy Škoda 26T. Na základě ankety mezi obyvateli budou nové soupravy bílo-zelené s motivem květin.

## Vozový park
V Miskolci jezdí tramvaje těchto typů:
- Ganz HCS-3 ev. č. 100 (historická tramvaj z roku 1961)
- Ganz HCS-10 ev. č. 151 (historická tramvaj z roku 1973)
- Tatra KT8D5 (všechny tramvaje tohoto typu byly odkoupeny v 90. letech z Mostu a Košic)
- Siemens E1
- Lohner C3
- Škoda 26T
- M5 (sněžný pluh)